# Albrecht Kündiger
Albrecht Kündiger (* 1958 in Göttingen) ist ein deutscher Kommunalpolitiker (UKW) und seit dem 1. Juli 2015 Bürgermeister von Kelkheim.

## Leben
Kündigers Familie zog 1959 nach Kelkheim. Dort wuchs er mit mehreren Geschwistern auf.
Ende der 1970er, Anfang der 1980er Jahre wandte er sich gegen die Baumaßnahme an der Bundesstraße 8 zur Entschärfung des Nadelöhrs am Königsteiner Kreisel und gehörte zu den Platzbesetzern, die auf dem bereits errichteten Damm der geplanten neuen Trasse für die Bundesautobahn 647 ein Hüttendorf, das als „Damm“ bekannt wurde, errichteten. Ungefähr zu dieser Zeit war Kündiger einer der Mitgründer der Unabhängigen Kelkheimer Wählerinitiative (UKW).
Von März 1981 bis November 1985 sowie erneut von September 1990 bis Juni 2015 gehörte er der Stadtverordnetenversammlung von Kelkheim an. Als Stadtverordneter fungierte er dort mehrere Jahre als Fraktionsvorsitzender der UKW. 2015 kandidierte er für die UKW am 14. Juni bei der Kelkheimer Bürgermeisterwahl. Nachdem keiner der Kandidaten die nötige Mehrheit erringen konnte, wurde Kündiger in der darauf folgenden Stichwahl am 28. Juni mit 60,8 % der abgegebenen Stimmen zum Bürgermeister gewählt und trat sein Amt am 1. Juli 2015 an. Er löste damit Thomas Horn, der nicht mehr kandidierte, ab und wurde seit 65 Jahren der erste Bürgermeister der Stadt, der nicht der CDU angehörte.
Des Weiteren ist er seit 1989 Abgeordneter im Kreistag des Main-Taunus-Kreises, gehört dort der Fraktion von Bündnis 90/Die Grünen an, deren Vorsitzender er auch ist. Am 10. September 1995 kandidierte er für die Grünen erfolglos bei der Landratswahl im Main-Taunus-Kreis, bei der er 8,6 % der gültigen Stimmen erzielte und Jochen Riebel (CDU) unterlag. Am 22. Mai 2005 kandidierte er erneut für die Grünen bei einer Landratswahl im Main-Taunus-Kreis. Er erzielte 10,2 % der gültigen Stimmen und unterlag damit dem Kandidaten der CDU, Berthold R. Gall. Kündiger ist Mitglied und stellvertretender Vorsitzender der Regionalversammlung Südhessen.
Kündiger ist verheiratet und hat vier Kinder, einen Sohn und drei Töchter.